# Lisa Evans
Lisa Catherine Evans (ur. 21 maja 1992 w Perth) – szkocka piłkarka występująca na pozycji napastniczki w angielskim klubie West Ham United oraz w reprezentacji Szkocji. Wychowanka St Johnstone Girls, w trakcie swojej kariery grała także w takich zespołach, jak Glasgow City, Turbine Potsdam, Bayern Monachium oraz Arsenal.